# Пољска на Европском првенству у атлетици у дворани 2017.
Пољска је учествовала на 34. Европском првенству у дворани 2017 одржаном у Београду, Србија, од 3. до 5. марта. Ово је било тридесет четврто европско првенство у атлетици у дворани од његовог оснивања 1970. на којем је Пољска учествовала, односно учествовала је на свим првенствима до данас. Репрезентацију Пољске представљало је 29 спортиста (16 мушкараца и 13 жена), који су се такмичили у 19 дисциплине (10 мушких и 9 женских).
На овом првенству Пољска је заузела 1. место по броју освојених медаља са 12 медаља (7 златних, 1 сребрна и 4 бронзане). У табели успешности према броју и пласману такмичара који су учествовали у финалним такмичењима (првих 8 такмичара) Пољска је са 16 учесника у финалу заузела 1. место са 103 бода. Поред освојених медаља такмичари из Пољске постигли су и следеће резултате: оборен је 1 национални и 5 лична рекорда и остварили 1 светски и европски и 2 лична најбоља резултата сезоне.
| Пл. | Земља  | 1. место | 2. место | 3. место | 4. место | 5. место | 6. место | 7. место | 8. место | Бр. фин. Бод. |
| --- | ------ | -------- | -------- | -------- | -------- | -------- | -------- | -------- | -------- | ------------- |
| 4.  | Пољска | 7 - 56   | 1 - 7    | 4 - 24   | 2 - 10   | -        | 2 - 6    | -        | -        | 16 - 103      |

## Учесници
| Мушкарци: - Рафал Омелко — 400 м, 4 x 400 м - Адам Кшчот — 800 м - Матеуш Борковски — 800 м - Марћин Левандовски — 1.500 м - Дамјан Чкер — 60 м препоне - Каспер Козловски — 4 x 400 м - Лукаш Кравчук — 4 x 400 м - Пжемислав Васћински — 4 x 400 м - Силвестер Беднарек — Скок увис - Пјотр Лисек — Скок мотком - Павел Војћеховски — Скок мотком - Томаш Јашчукс — Скок удаљ - Адријан Свидерски — Троскок - Конрад Буковицки — Бацање кугле - Рафал Ковнатке — Бацање кугле - Михал Харатик — Бацање кугле | Жене: - Ева Свобода — 60 м - Агата Форкасјевич — 60 м - Јустина Свјенти — 400 м, 4 x 400 м - Малгожата Холуб — 400 м, 4 x 400 м - Ига Баумгарт — 400 м, 4 x 400 м - Софија Енауи — 1.500 м - Катажина Броњатовска — 1.500 м - Каролина Колечек — 60 м препоне - Патрицја Вићшкјевич — 4 x 400 м - Камила Лићвинко — Скок увис - Ана Јагаћиак — Троскок - Паулина Губа — Бацање кугле - Агњешка Малускијевич — Бацање кугле |  |

## Освајачи медаља (12)

### Злато (7)
| - Адам Кшчот — 800 м - Марћин Левандовски — 1.500 м - Карол Залевски, Лукаш Кравчук, Пжемислав Висћињски, Рафал Омелко — 4 x 400 м - Силвестер Беднарек — Скок увис - Пјотр Лисек — Скок мотком - Конрад Буковјецки — Бацање кугле | - Патрицја Вићшкјевич, Малгожата Холуб, Ига Баумгарт, Јустина Свјенти — 4 x 400 м |

### Сребро (1)
- Рафал Омелко — 400 м

### Бронза (4)
| - Павел Војћеховски — Скок мотком | - Ева Свобода — 60 м - Јустина Свјенти — 400 м - Софија Енауи — 1.500 м |

## Резултати

### Мушкарци
| Атлетичар           | Дисциплина   | Лични рекорд | Квалификације | Квалификације | Полуфинале            | Полуфинале           | Финале               | Финале       | Детаљи |
| Атлетичар           | Дисциплина   | Лични рекорд | Резултат      | Место         | Резултат              | Место                | Резултат             | Место        | Детаљи |
| ------------------- | ------------ | ------------ | ------------- | ------------- | --------------------- | -------------------- | -------------------- | ------------ | ------ |
| Рафал Омелко        | 400 м        | 46,28        | 46,97 КВ      | 2. у гр. 3    | 47,15 КВ              | 1. у гр. 2           | 46,08 ЛР             |              |        |
| Адам Кшчот          | 800 м        | 1:44,57 НР   | 1:48,37 КВ    | 2. у гр. 5    | 1:48,53 КВ            | 2. у гр. 1           | 1:48,87              |              |        |
| Матеуш Борковски    | 800 м        | 1:47,11      | 1:50,08       | 3. у гр. 2    | Није се квалификовао  | Није се квалификовао | Није се квалификовао | 16 / 24      |        |
| Марћин Левандовски  | 1.500 м      | 3:37,37 НР   | 3:43,70 КВ    | 2. у гр. 3    |                       |                      | 3:44,82              |              |        |
| Дамјан Чкер         | 60 м препоне | 7,67         | 7,65 ЛР       | 4. угр. 2     | Није се квалификовао  | Није се квалификовао | Није се квалификовао | 13 / 27 (28) |        |
| Каспер Козловски    | 4 х 400 м    | 3:02,97 НР   |               |               |                       |                      | 3:06,99              |              |        |
| Лукаш Кравчук       | 4 х 400 м    | 3:02,97 НР   |               |               |                       |                      | 3:06,99              |              |        |
| Пжемислав Васћински | 4 х 400 м    | 3:02,97 НР   |               |               |                       |                      | 3:06,99              |              |        |
| Рафал Омелко        | 4 х 400 м    | 3:02,97 НР   |               |               |                       |                      | 3:06,99              |              |        |
| Силвестер Беднарек  | Скок увис    | 2,33         | 2,28 КВ       | 4.            |                       |                      | 2,32                 |              |        |
| Пјотр Лисек         | Скок мотком  | 6,00 НР      |               |               |                       |                      | 5,85                 |              |        |
| Павел Војћеховски   | Скок мотком  | 5,86         | 5,85 ЛРС      |               |                       |                      |                      |              |        |
| Томаш Јашчук        | Скок удаљ    | 7,96         | 7,78 кв       | 7.            |                       |                      | 7,98 ЛР              | 4 / 18 (20)  |        |
| Адријан Свидерски   | Троскок      | 16,75        | 16,01         | 15.           | Није се квалификовао  | 15 / 18              |                      |              |        |
| Конрад Буковицки    | Бацање кугле | 21,15        | 21,06 КВ      | 2.            | 21,97 СРС, ЕРС, НР    |                      |                      |              |        |
| Рафал Ковнатке      | Бацање кугле | 20,37        | 19,28         | 18.           | Нису се квалификовали | 18 / 23              |                      |              |        |
| Михал Харатик       | Бацање кугле | 21,35        | 19,18         | 19.           | Нису се квалификовали | 19 / 23              |                      |              |        |

### Жене
| Атлетичарка          | Дисциплина   | Лични рекорд | Квалификације | Квалификације | Полуфинале            | Полуфинале            | Финале                | Финале       | Детаљи |
| Атлетичарка          | Дисциплина   | Лични рекорд | Резултат      | Место         | Резултат              | Место                 | Резултат              | Место        | Детаљи |
| -------------------- | ------------ | ------------ | ------------- | ------------- | --------------------- | --------------------- | --------------------- | ------------ | ------ |
| Агата Форкасјевич    | 60 м         | 7,28         | 7,46 кв       | 6. у гр. 4    | 7,46                  | 7. у гр. 1            | Није се квалификовала | 22 / 24      |        |
| Ева Свобода          | 60 м         | 7,07         | 7,21 КВ       | 1. у гр. 1    | 7,26 кв               | 3. у гр. 2            | 7,10 ЛРС              |              |        |
| Малгожата Холуб      | 400 м        | 52,60        | 53,56 КВ      | 2. у гр. 3    | 52,76 КВ              | 2. у гр. 1            | 54,29                 | 6 / 29 (31)  |        |
| Ига Баумгарт         | 400 м        | 52,17        | 53,52 КВ      | 2. у гр. 3    | 53,76                 | 2. у гр. 1            | Није се квалификовала | 13 / 29 (31) |        |
| Јустина Свјенти      | 400 м        | 52,09        | 53,76 КВ      | 1. у гр. 6    | 52,60 КВ              | 2. у гр. 2            | 52,52                 |              |        |
| Софија Енауи         | 1.500 м      | 4:06,59      | 4:11,91 кв    | 1. у гр. 3    |                       |                       | 4:06,59               |              |        |
| Катажина Броњатовска | 1.500 м      | 4:09,01      | 4:15,02       | 4. у гр. 1    | Није се квалификовала | 12 / 19               |                       |              |        |
| Каролина Колечек     | 60 м препоне | 8,05         | 8,28          | 5. у гр. 1    | Није се квалификовала | Није се квалификовала | Није се квалификовала | 19 / 22 (27) |        |
| Патрицја Вићшкјевич  | 4 х 400 м    | 3:28,95 НР   |               |               |                       |                       | 3:29,94               |              |        |
| Малгожата Холуб      | 4 х 400 м    | 3:28,95 НР   |               |               |                       |                       | 3:29,94               |              |        |
| Ига Баумгарт         | 4 х 400 м    | 3:28,95 НР   |               |               |                       |                       | 3:29,94               |              |        |
| Јустина Свјенти      | 4 х 400 м    | 3:28,95 НР   |               |               |                       |                       | 3:29,94               |              |        |
| Камила Лићвинко      | Скок увис    | 2,02 НР      | 1,86          | =9.           |                       |                       | Није се квалификовала | =9 / 21      |        |
| Ана Јагаћиак         | Троскок      | 14,08        | 14,15 КВ, ЛР  | 5.            | 14,14                 | 4 / 18                |                       |              |        |
| Паулина Губа         | Бацање кугле | 18,63        | 17,62 кв      | 8.            | 18,00                 | 6 / 21                |                       |              |        |
| Агњешка Малускијевич | Бацање кугле | 17,06        | 16,15         | 17.           | Није се квалификовала | 17 / 21               |                       |              |        |